# Ute eller inte
Ute eller inte (engelska: In & Out) är en amerikansk romantisk komedifilm från 1997 i regi av Frank Oz. I huvudrollerna ses Kevin Kline, Tom Selleck, Joan Cusack, Matt Dillon, Debbie Reynolds och Wilford Brimley.  Joan Cusack nominerades till en Oscar för bästa kvinnliga biroll för sin insats.
Filmen inspirerades av Tom Hanks tårfyllda tal då han mottog en Oscar 1994 (för sin roll i Philadelphia), där han nämnde sin dramalärare i high school Rawley Farnsworth och sin tidigare klasskamrat John Gilkerson, "två av de finaste homosexuella amerikanerna, två underbara män som jag hade lyckan att förknippas med." Filmen var en av Hollywoods vid tiden få ansatser att göra komedifilmer som berörde homosexualitet och blev omtalad för den 12 sekunder långa kyssen mellan Kevin Kline och Tom Selleck.

## Rollista (i urval)
- Kevin Kline - Howard Brackett
- Tom Selleck - Peter Malloy
- Joan Cusack - Emily Montgomery
- Matt Dillon - Cameron Drake
- Debbie Reynolds - Bernice Brackett
- Wilford Brimley - Frank Brackett
- Gregory Jbara - Walter Brackett
- Shalom Harlow - Sonya
- Shawn Hatosy - Jack
- Zak Orth - Mike
- Bob Newhart - Tom Halliwell
- Lauren Ambrose - Vicky
- Alexandra Holden - Meredith
- Deborah Rush - Ava Blazer
- Lewis J. Stadlen - Edward Kenrow
- J. Smith-Cameron - Trina Paxton
- Kate McGregor-Stewart - tant Becky
- Debra Monk - Mrs. Lester
- Ernie Sabella - Aldo Hooper
- John Cunningham - rösten på "Be a Man"-kassetten
- Gus Rogerson - Danny
- Dan Hedaya - Military Attorney
- Joseph Maher - Pastor Tim
- William Parry - Fred Mooney
- William Duell - Emmett Wilson
- Richard Woods - Pastor Morgan
- Kevin Chamberlin - Carol Mickley
- Wally Dunn - kusin Lenny
- Larry Clarke - kusin Ernie
- June Squibb - kusin Ellen
- Becky Ann Baker - Darlene
- Selma Blair - kusin Linda

## Musik i filmen (i urval)
- "I Will Survive" - Diana Ross
- "Everything's Coming up Roses" - Ethel Merman
- "Crazy" - Patsy Cline
- "Macho Man" - Village People